# Samtse (Distrikt)
Samtse (བསམ་རྩེ་རྫོང་ཁག་; früher: Samchi) ist einer der 20 Distrikte (dzongkhag) von Bhutan. In diesem Distrikt leben etwa 62.590 Menschen (Stand: 2017). Das Gebiet Samtse umfasst 1309 km². 
Die Hauptstadt des Distrikts ist das gleichnamige Samtse.
Der Distrikt Samtse ist wiederum eingeteilt in 15 Gewogs:
- Bara Gewog
- Biru Gewog
- Chargaharey Gewog
- Chengmari Gewog
- Denchukha Gewog
- Dorokha Gewog
- Dungtoe Gewog
- Ghumauney Gewog
- Lahereni Gewog
- Pagli Gewog
- Samtse Gewog
- Sipsu Gewog
- Tading Gewog
- Tendu Gewog
- Ugyentse Gewog